# John Exter

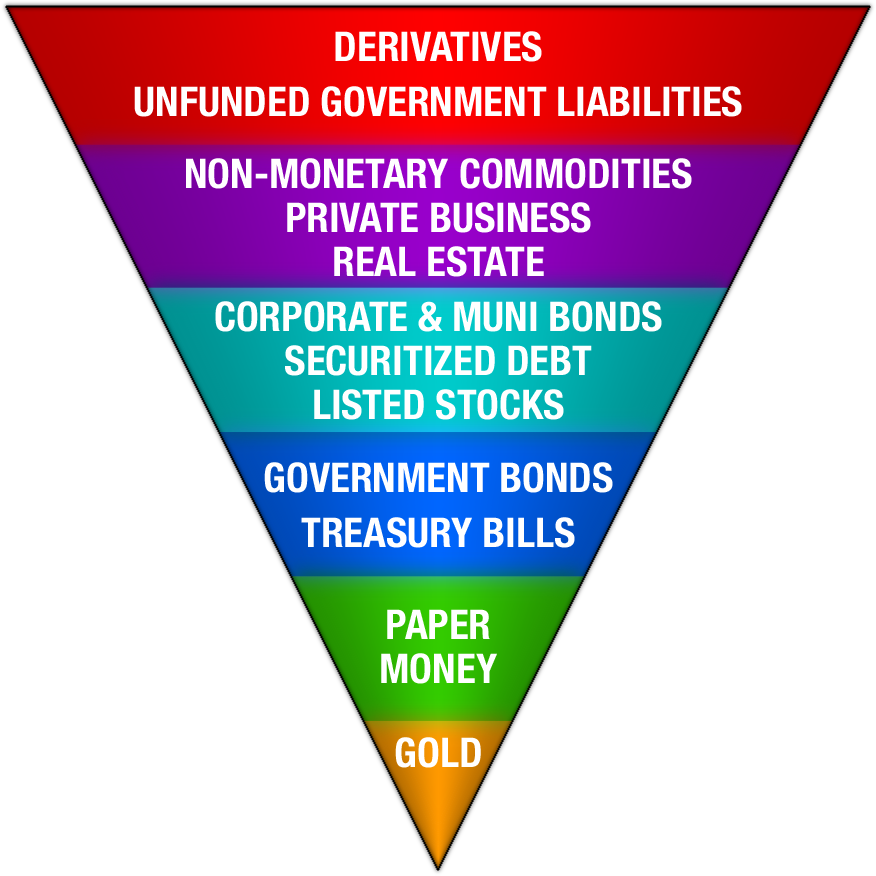
Exter aranypiramisának mai adaptációja (angol nyelvű), legalul az arannyal a tetején pedig a derivatívákkal

John Exter (1910. szeptember 17. – 2006. február 28.) amerikai közgazdász, az amerikai FED kormányzótanácsának tagja, Srí Lanka központi bankjának alapítója. Ismert a róla elnevezett Exter-féle piramis nyomán is.

## Pályafutása
A Wooster College-en végezte tanulmányait 1928 és 1932 között. Ezt követően a  Fletcher School of Law & Diplomacyn folytatta pályáját. 1939-ben a Harvard Egyetemen végezte diplomás közgazdasági tanulmányait leginkább a nagy gazdasági világválság okainak tanulmányozása foglalkoztatta.
A Massachusetts Institute of Technologyn történt megszorításokat követően a II. világháború idején Exter közgazdászként csatlakozott a FED kormányzótanácsához. 1948-ban előbb a Fülöp Szigetek Pénzügyi Titkárságának (Filipino: Kalihim ng Pananalapi), később Ceylon  (a mai Sri Lanka) pénzügyminisztériumának tanácsadójaként szolgált az ottani központi bank létesítésével kapcsolatos tevékenységeknél.
Ezt követően 1950 és 1953 között Exter lett Ceylon Központi Bankjának alapító vezetője.
1953-ban a Nemzetközi Újjáépítési és Fejlesztési Bank közel-keleti részlegének vezetője lett.
1954-ben a Federal Reserve Bank of New York megbízta nemzetközi fizetési banki és nemesfém ügyletek lebonyolításával.
Exter 1959-ben a First National City Bank alelnöke lett (akkoriban a világ második legnagyobb bankja, ma citibank). A következő évben előléptették felelős alelnöknek.
Nemzetközi pénzügyi tanácsadóként felelősségi területei közé tartozott a központi bankokkal és kormányokkal való kapcsolattartás.
1972-ben korán nyugdíjba vonult, ami után magántanácsadói munkákat végzett.
Feleségével, Marionnal 4 gyerekük született.

## Exter-féle aranypiramis
Exter neve a róla elnevezett piramis leírásáról is ismert (Exter-féle aranypiramisként és Exter-féle fordított piramisként is ismerik). Ez a piramis a vagyonelemek egymásra épülő struktúráját, méretét és azok kockázatát ábrázolta.
Exter leírásában az aranyat mutatta be a legbiztonságosabb, legkockázatmentesebb értékként, erre épülve ábrázolta a további, kockázatosabb vagyonelemeket (azokat gyakorlatilag az arany shortjaként értelmezve, hiszen tulajdonosuk szerinte azokkal is vagyonhoz  – értelmezése szerint aranyhoz – jutását célozza meg).
A feljebb található szintek nagyobb mérete az illető szint értékeinek magasabb névleges értékét tükrözte.
Míg Exter a piramis tetejére a harmadik világ adósságát tette, a mai értelmezése szerint már a származtatott termékeket (derivatívákat) értik oda, ami ezek számára kétes dicsőség.
Exter az aranyat rakta a piramis aljára és nem csinált külön kategóriát a készpénznek. Ne felejtsük, hogy akkoriban a dollár egyenértékű volt az arannyal (az aranyhoz hasonlóan biztonságosnak is mondták). Mára ez már megváltozott és egyre több szempontból kezdenek láthatóvá válni a különbözőségek.
Ha a piramisban keressük a bankban lévő pénzkövetelés (bankszámlapénz) helyét, az a készpénzénél rosszabb helyre kerülhetne: a bankszámlapénz a bank betétese felé irányuló adósságát testesíti meg és kritikus helyzetekben emiatt is kevéssé tekinthető biztonságosnak a partnerkockázat miatt.
Magyar fordítás kiegészítése: 2018-ra vonatkozóan a készpénz lényegében úgy viselkedik, mint egy végtelen lejáratú vele megegyező értékű diszkontkincstárjegy.